# Кобылка (приток Кеби)
Кобылка — река в России, протекает по Струго-Красненскому району Псковской области. Длина реки — 10 км.
Вытекает из малого озера Монашкино. Течёт в общем юго-юго-западном направлении по елово-берёзовым лесам. Устье реки находится в 84 км по левому берегу реки Кеби у деревни Цапелька.

## Данные водного реестра
По данным государственного водного реестра России относится к Балтийскому бассейновому округу, водохозяйственный участок реки — Великая. Относится к речному бассейну реки Нарва (российская часть бассейна).
Код объекта в государственном водном реестре — 01030000212102000029386.